# 푸에블라주

푸에블라주

푸에블라주(스페인어: Puebla)는 멕시코 중동부에 위치한 주로 주도는 푸에블라이며 면적은 34,306km2, 인구는 5,914,085명(2012년 기준), 인구 밀도는 170명/km2이다. 1823년 12월 21일에 신설되었으며 217개 지방 자치체를 관할한다. 북쪽과 동쪽으로는 베라크루스주, 서쪽으로는 이달고주와 멕시코주, 틀락스칼라주, 모렐로스주, 남쪽으로는 게레로주, 오아하카주와 접한다.

## 국장 및 국기

주기
주 문장

## 인구
| 연도 | 인구      | ±%     |
| ---- | --------- | ------ |
| 1895 | 992,426   | —      |
| 1900 | 1,021,133 | +2.9%  |
| 1910 | 1,101,600 | +7.9%  |
| 1921 | 1,024,955 | −7.0%  |
| 1930 | 1,150,425 | +12.2% |
| 1940 | 1,294,620 | +12.5% |
| 1950 | 1,625,830 | +25.6% |
| 1960 | 1,973,837 | +21.4% |
| 1970 | 2,508,226 | +27.1% |
| 1980 | 3,347,685 | +33.5% |
| 1990 | 4,126,101 | +23.3% |
| 1995 | 4,624,365 | +12.1% |
| 2000 | 5,076,686 | +9.8%  |
| 2005 | 5,383,133 | +6.0%  |
| 2010 | 5,779,829 | +7.4%  |
| 2015 | 6,168,883 | +6.7%  |
| 2020 | 6,583,278 | +6.7%  |